# Kegelstrahl-Computertomographie

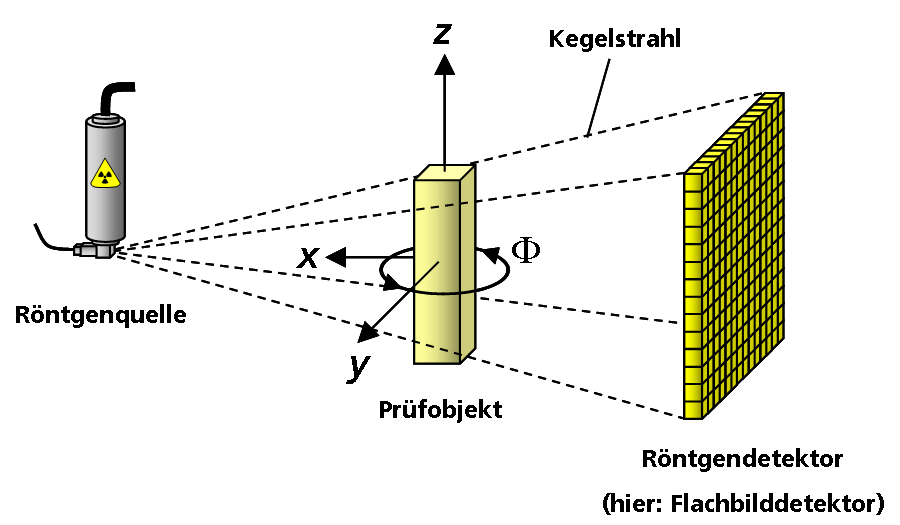
Schematische Darstellung der Kegelstrahl-CT mit Flachdetektor.

Die Kegelstrahl-Computertomographie (Kegelstrahl-CT, engl. cone-beam CT, auch CBCT) ist eine Bildgebungsmodalität, die sowohl in der Medizinischen Bildgebung als auch in der industriellen Computertomographie eingesetzt wird. Die eingesetzten Röntgenstrahlen werden dabei im Gegensatz zur diagnostischen Computertomographie nicht als Fächer (Fächerstrahl-CT), sondern als Kegel kollimiert (Kegelstrahl-CT). Der Detektor ist daher nicht als Zeilen- oder Mehrzeilen-Detektor ausgeführt, sondern besteht aus einer, häufig annähernd quadratischen Fläche. Flachdetektoren haben heute die früher eingesetzten Bildverstärkerröhren fast vollständig abgelöst.

## Medizinische Anwendung
Kegelstrahl-CTs werden unter anderem in C-Bögen, Angiographieanlagen, DVT-Systemen sowie bei der integrierten Bildgebung medizinischer Linearbeschleuniger eingesetzt.
Technisch sind die Übergänge fließend, da auch bei der diagnostischen Computertomographie mit zunehmender Anzahl der Detektorzeilen eine Kegelstrahl-Charakteristik vorliegt.

## Nicht-medizinische Anwendung
Die Kegelstrahl-CT ist ein Standardverfahren zur zerstörungsfreien Materialprüfung. Hier wird sie in allen erdenklichen Größen eingesetzt, so dass Systeme mit einer Auflösung von wenigen μm für wenige Millimeter große Werkstücke ebenso kommerziell erhältlich sind wie Systeme, die Objekte mit mehreren Metern Durchmesser untersuchen können.

## Trajektorien und Bildrekonstruktion
Kegelstrahl-CT-Systeme weisen im Vergleich zu diagnostischen CT-Systemen eine relativ langsame Rotation von mehreren Sekunden bis hin zu Minuten pro Umlauf auf. Nur zum Teil ist der mechanische Aufbau der Systeme hier ein Grund. Bedingt durch die vergleichsweise geringen Ausleseraten aktueller Flachdetektoren auf Basis von Caesiumiodid (ca. 10–100 fps) eignen sie sich gar nicht für kürzere Rotationszeiten und damit für höhere Winkelgeschwindigkeiten.
Die am häufigsten eingesetzte Aufnahmetrajektorie ist eine Kreisbahn, die mechanisch einfach zu implementieren ist. Als Standardrekonstruktion wird dabei vor allem die nach den Autoren Feldkamp, Davis und Kress kurz als FDK-Algorithmus benannte Implementierung einer gefilterten Rückprojektion eingesetzt. Nachteil dieser Bahnkurve ist, dass nur die zentrale Schicht die Tuy-Bedingung erfüllt, also nur in dieser mathematisch vollständige Daten vorliegen.